# Richard Tonks
Richard William Tonks –conocido como Dick Tonks– (Whanganui, 21 de febrero de 1951) es un deportista neozelandés que compitió en remo. Participó en los Juegos Olímpicos de Múnich 1972, obteniendo una medalla de plata en la prueba de cuatro sin timonel.

## Palmarés internacional
| Juegos Olímpicos | Juegos Olímpicos | Juegos Olímpicos | Juegos Olímpicos   |
| Año              | Lugar            | Medalla          | Prueba             |
| ---------------- | ---------------- | ---------------- | ------------------ |
| 1972             | Múnich (RFA)     | Medalla de plata | Cuatro sin timonel |